# Dénes Oszkár
Dénes Oszkár, született Deutsch Oszkár (Magyarkeszi, 1891. május 8. – Trento, Olaszország, 1950. július 2.) magyar színész, operetténekes.

## Életútja
Deutsch József kereskedő és Ádler Amália (1853–1920) gyermekeként született zsidó családban. Iskoláit Budapesten, a Barcsay-utcai gimnáziumban járta. Kezdetben hivatalnokként dolgozott, majd 1919-ben filmszínész lett. Első színpadi fellépése 1921-ben a Belvárosi Színházban, Incze Sándor szerkesztő Amerikai koncertjén volt. Ezután a Royal Orfeum szerződtette, majd a Király Színház tagja lett, ahol a Hollandi menyecske dr. Sterczl szerepében mutatkozott be. 1922 és 1924 között az Unió Rt. színházaiban (Blaha Lujza, Király Színház) szerepelt, s a Papagáj Kabaréban is fellépett. 1924-ben tagja volt a berlini Cabaret der Komikernak is, majd 1924. szeptember havában visszahívták a Royal Orfeumhoz, de 1928. május havában újra a Király Színház tagja lett. 1930-ban Lipcsébe ment, ekkor már világhírnévre tett szert, számtalan némafilmben szerepelt. Német nyelvtudásának köszönhetően német nyelvterületen is tudott érvényesülni. Felesége Bársony Rózsi volt, akivel külföldi turnékon adták elő Ábrahám Pál operettjeit. 1936–37-ben a budapesti Royal és a Városi Színházban láthatta a közönség.

## Fontosabb színházi szerepei
- Bajusz Pista (Ábrahám Pál: Júlia)
- Blazsek II. (Ábrahám Pál: 3:1 a szerelem javára (operett))
- Miki gróf (Ábrahám Pál: Viktória)
- Musztafa bej (Ábrahám Pál: Bál a Savoyban)
- Popinell (Oscar Straus: A balga szűz)
- Teddy London (Zerkovitz Béla: Eltörött a hegedűm)

## Filmszerepei
- Asszonybosszú (1918) – a csábító
- Tilos a csók (1919)
- Éj és virradat (1919)
- Tegnap (1919) – gyárigazgató
- Ki a győztes? (1919)
- A lélekidomár I–II. (1919) – Montebello
- Hegyek alján (1920) – Sebestyén földbirtokos
- Névtelen vár I–II. (1920)
- A Szentmihály (1920)
- Little Fox (1920) – Ben Black New York-i ékszerész és kalandor
- Farsangi mámor (1921) – Sir Mortimer Talbot
- Hétszáz éves szerelem (1921)
- New-York express kábel (1921)
- Kolombusz (1921, szkeccs) – Hóhem Frici
- Mit mond az Ali baba? (1928, szkeccs)
- Csak nővel ne! (1924)
- 3 : 1 a szerelem javára (1937)